# Hôtel Binet
L'hôtel Binet est un hôtel particulier situé à Tours dans le Vieux-Tours. 

## Localisation
L'hôtel est situé au 10 rue Paul-Louis-Courier (anciennement rue des Carmes), à Tours.

## Historique

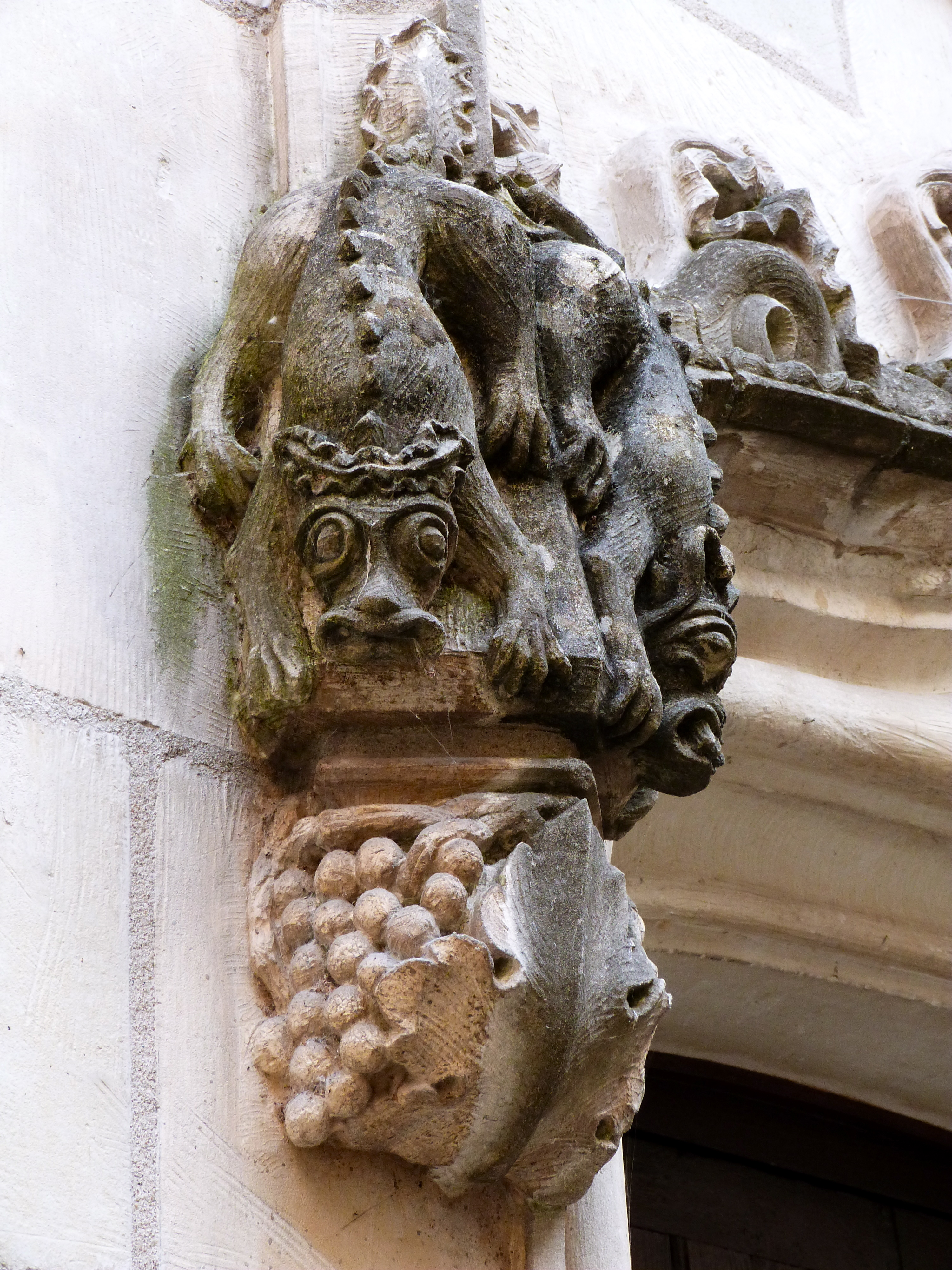
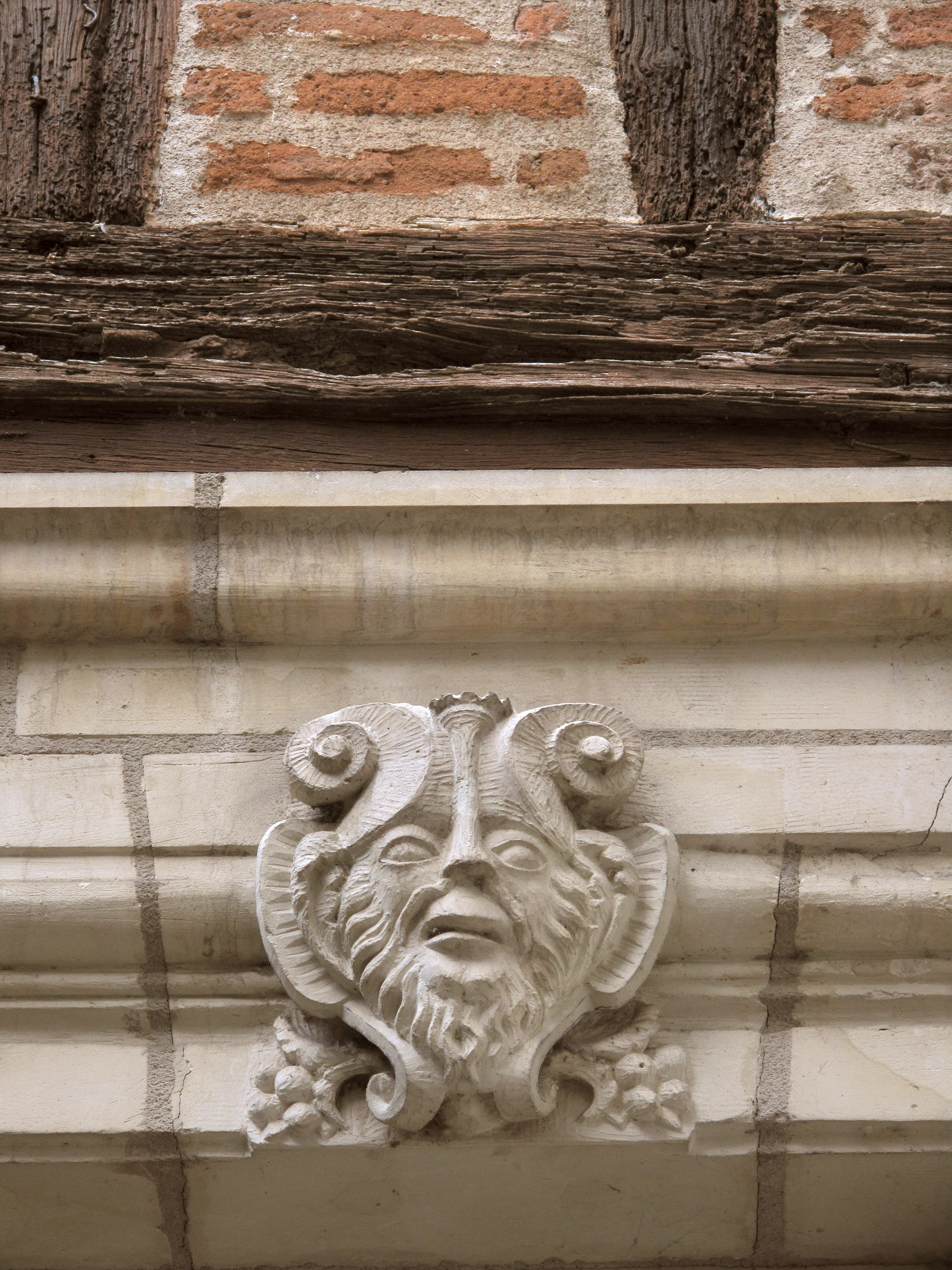
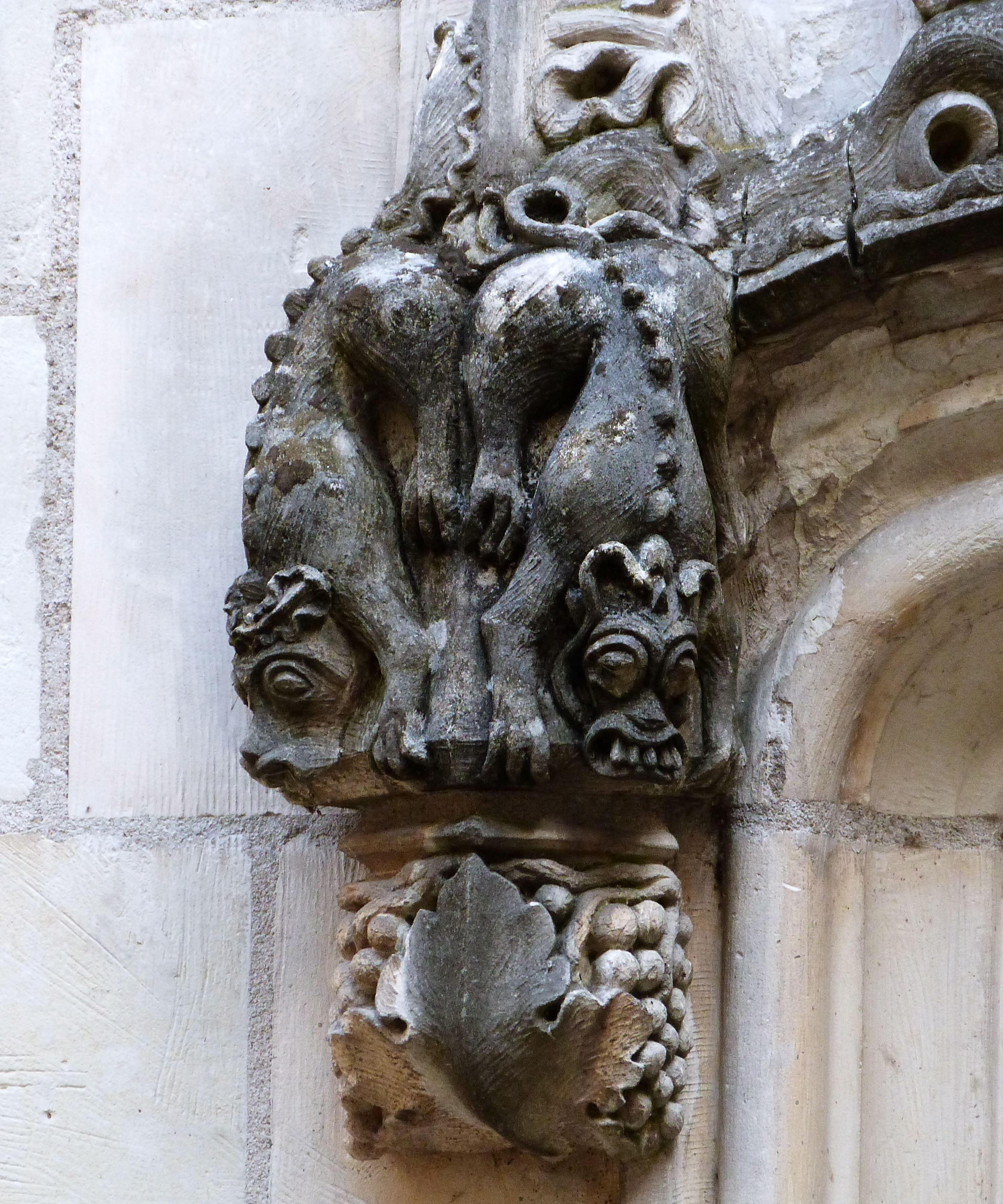
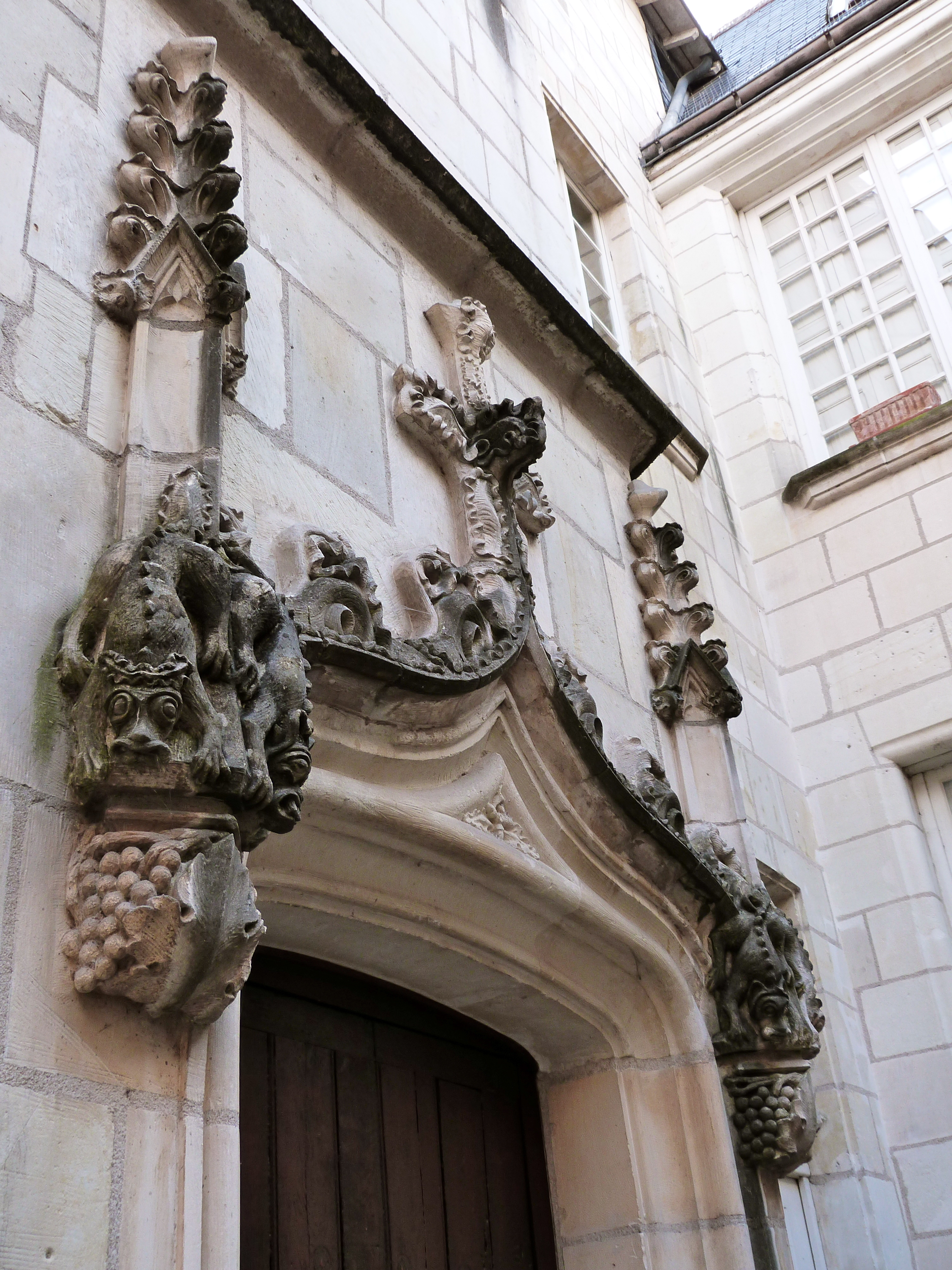

L'hôtel est construit pour Jacques Binet, dans la deuxième moitié du XVe siècle. L'un des battants de la porte de la cour porte les armoiries de Jérôme Binet, seigneur des Bauldes (Fondettes), de Bas-Cousse (Vernou), maire de Tours en 1600, dont lui est attribué le remaniement de l'hôtel. 

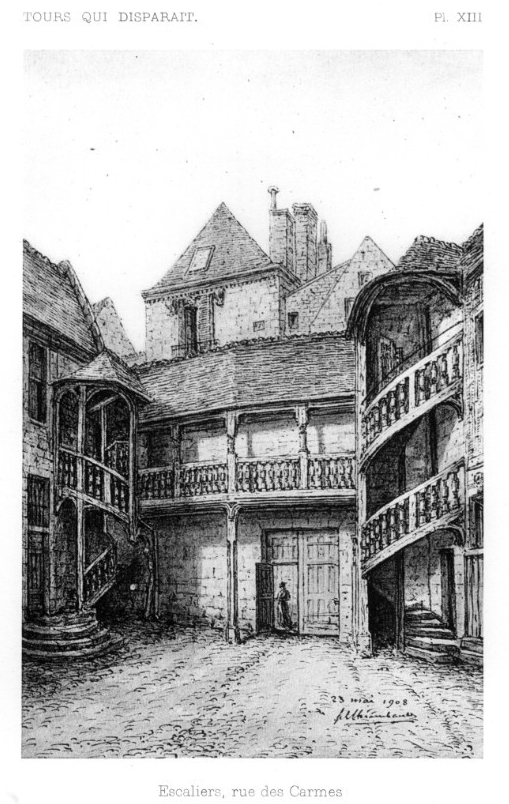

L'hôtel passe en héritage aux fils de Hiérosme / Jérôme Binet, Hiérosme II (fils de la première épouse, Anne Gautier), écuyer, sieur de Vaugodet et Chemilly, et Jacques Binet (fils de la seconde épouse, Marie Phelippeaux), écuyer, sieur de la Boissière, lieutenant d'artillerie au département d'Anjou. Jacques Binet épouse Françoise Joubert, fille de Nicolas Joubert, sieur des Crémillières, receveur des tailles en l'élection de Tours, échevin (1611-1624) et maire de Tours (1616-1618), et sœur de Nicolas Joubert.
Au premier étage de l'hôtel Binet se trouve une cheminée dont le manteau a été peint, via la technique de l'huile sur pierre, entre 1620 et 1630 par Jérémie Le Pileur. La scène représentée est un passage de l'Ancien Testament deutérocanonique donc accepté par les catholiques mais considéré comme apocryphe par les juifs et les protestants : Daniel empoisonnant le dragon des Babyloniens.
En 1711, Catherine Mangeant, veuve d'Adrien Girollet, seigneur de Boisrenault, marchand-fabricant et greffier en la Monnaie, avocat du roi à l'hôtel de ville (1722-1724), l'acquiert d'une Mlle Besnard. À son décès, il passe par héritage à Catherine Girollet et à son époux le négociant Antoine-André Roze.
Il passe en 1773 à François-Charles-Claude Mégessier, contrôleur général des finances, domaines et bois dans la généralité de Tours, et à son épouse Perrine Lambron. Leur fils Charles-Dominique Mégessier, contrôleur général des finances comme son père, en hérite en 1785.
Sa galerie et ses deux escaliers de bois des XVIe et XVIIe font l’objet d’une première inscription au titre des monuments historiques depuis 1927, puis l'inscription sera étendue à l'ensemble des éléments bâtis et non bâtis par un arrêté du 18 janvier 2023.

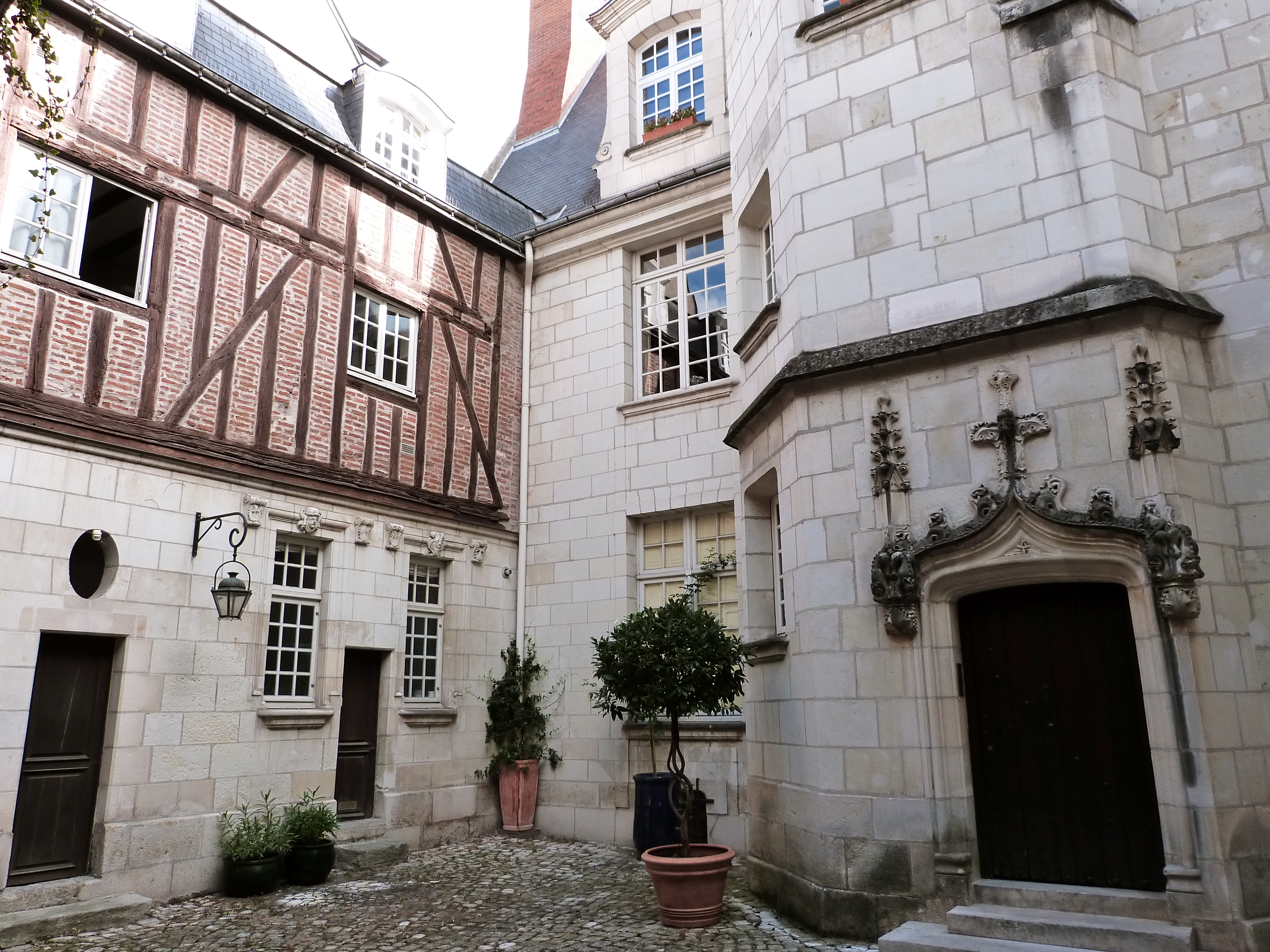
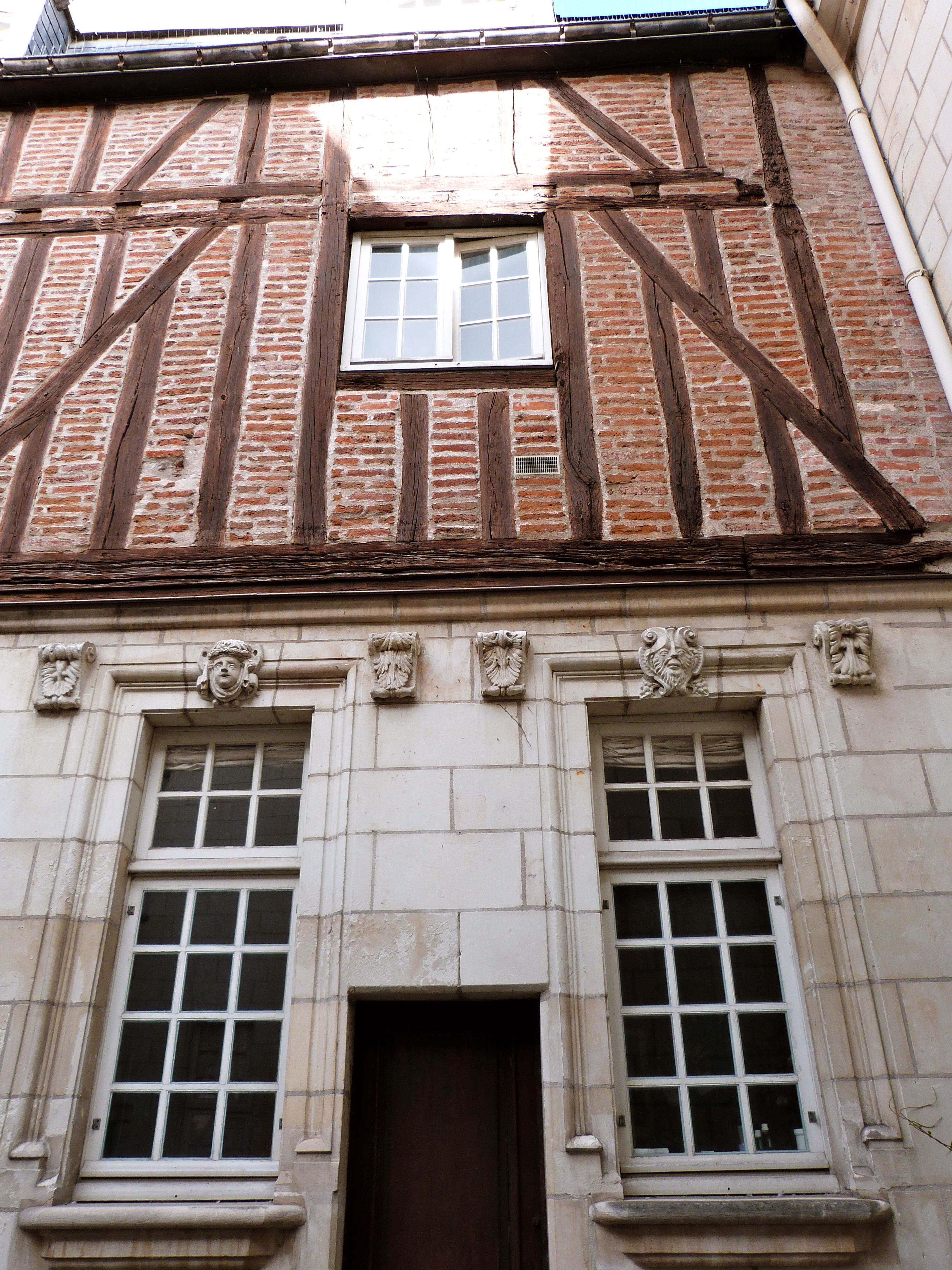
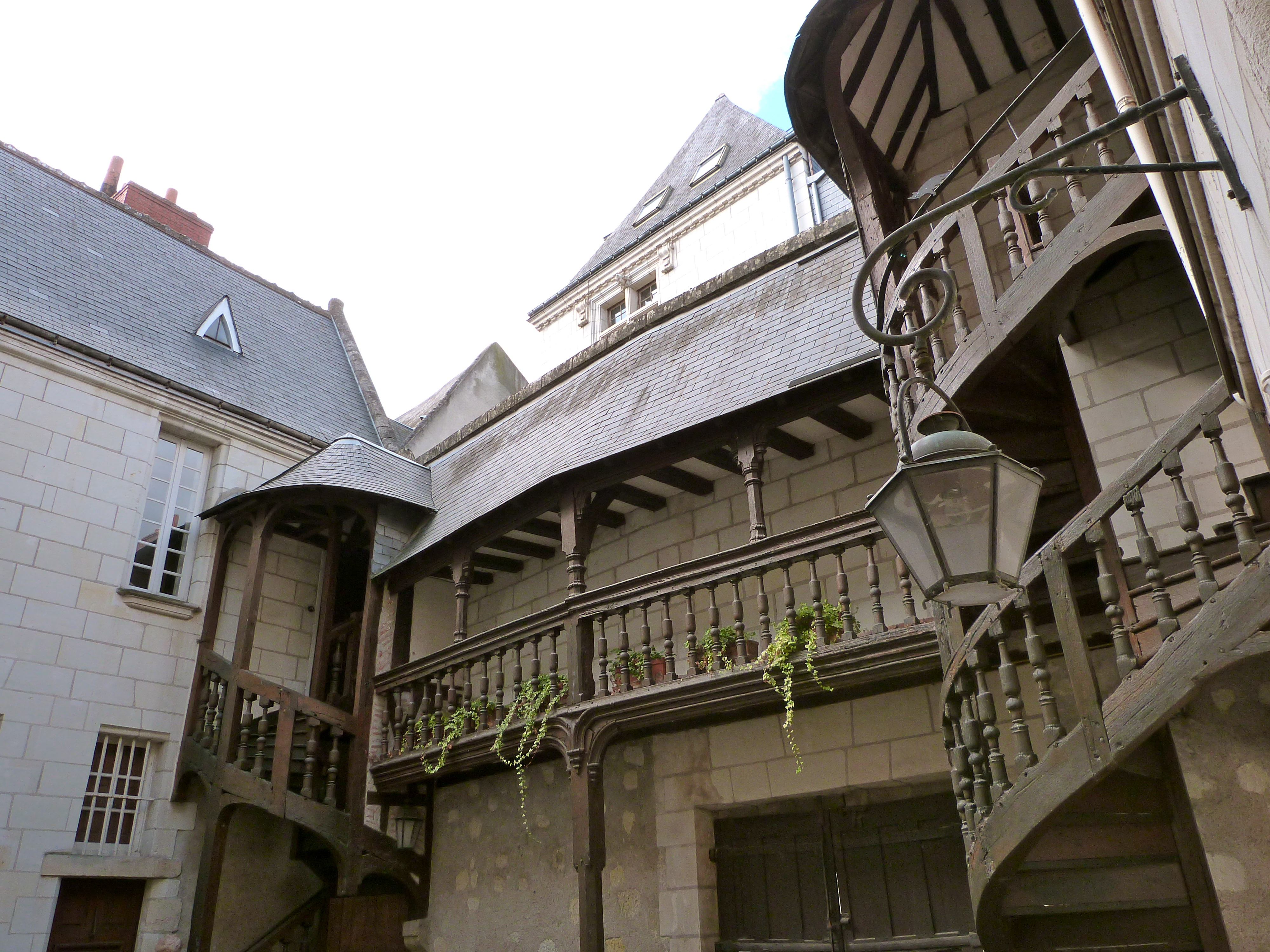